# SpaceX CRS–4
A SpaceX CRS–4, vagy SpX–4, a  Dragon teherűrhajó repülése volt a Nemzetközi Űrállomáshoz. Ez volt a SpaceX teherűrhajójának hatodik indítása, egyúttal a SpaceX és a NASA között létrejött Commercial Resupply Services (CRS) szerződés keretében végrehajtott negyedik repülés. Az űrhajót 2014. szeptember 21-én indították egy  Falcon 9 v1.1 hordozórakétával Cape Canaveralből.